# كلية ولفسون
كلية وولفسون هي كلية تابعة لجامعة أكسفورد في إنجلترا. وولفسون كلية للدراسات العليا، تتميز بتميزها في مجالات مثل الصحة العالمية والدراسات البيئية والاقتصاد والعلوم الإنسانية. تقع الكلية في شمال أكسفورد على طول نهر تشيرويل. كان المؤرخ والفيلسوف السير إشعياء برلين أول رئيس للكلية وكان له دور فعال في تأسيسها عام 1965. أصبح السير تيم هيتشنز رئيسًا للكلية.

## التاريخ
كان أول رئيس لجامعة وولفسون، السير إشعياء برلين ، الفيلسوف السياسي المؤثر ومؤرخ الأفكار، له دور فعال في تأسيس الكلية في عام 1965. 
بدأت الكلية وجودها باسم كلية إيفلي، والتي قدمت مجتمعًا جديدًا لطلاب الدراسات العليا في أكسفورد، وخاصة في العلوم الطبيعية والاجتماعية. قدمت اثنتا عشرة كلية أخرى في الجامعة منحًا لجعل إنشاء إيفلي ممكنًا. اعتبارًا من عام 1965، لم يكن للكلية رئيس ولا مبنى. حصلت على دعم من مؤسسة وولفسون ومؤسسة فورد في عام 1966 لإنشاء موقع منفصل للكلية، والذي تضمن "تشيرويل"، المقر السابق لـ جون سكوت هولدين وعائلته، بالإضافة إلى مبانٍ جديدة تم بناؤها حولها. تم تغيير اسمها إلى كلية وولفسون.

## المباني والأراضي
يُعد المبنى الرئيسي للكلية، الذي صممه المهندسان المعماريان باول ومويا ، واكتمل بناؤه عام 1974، أحد أحدث المباني الرئيسية في كليات أكسفورد. يتألف المبنى من ثلاثة مربعات: المربع المركزي المسمى "مربع برلين" نسبةً إلى إشعياء برلين، ومربع الأشجار، ومربع النهر الذي حُوِّل إليه نهر تشيرويل ليشكل ميناءً للقوارب الشراعية. صُنِّف المبنى الرئيسي وجسر المشاة عبر النهر ضمن المباني ذات التصنيف الثاني في يونيو 2011.
تضم الكلية سكنًا للطلاب في المبنى الرئيسي.

### مكتبة
مكتبة الكلية، التي تشغل طابقي أحد أجنحة المبنى الرئيسي للكلية، مفتوحة لأعضاء الكلية. تضم المكتبة مجموعة واسعة من الكتب والمجلات.

### الحدائق
تمتلك الكلية أراضي على جانبي النهر.  وتضم حديقة صغيرة مُعتنى بها جيدًا، تضم أشجارًا خلف المبنى الرئيسي، وبجانب النهر. الحديقة مُصممة بشكل جيد على ضفة النهر. كما تضم الكلية حديقة أصغر بجوار مبنى روبن غاندي، الذي يقع على ضفاف النهر.

## صور

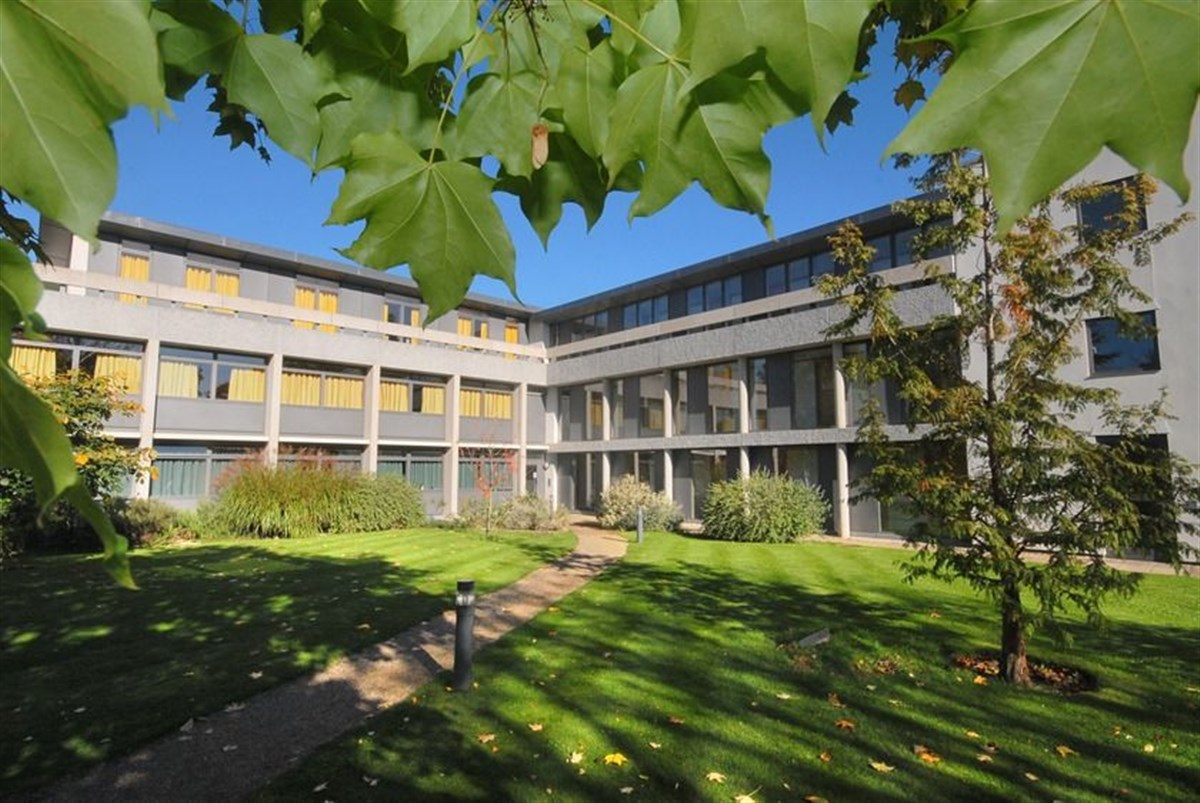
كتلة M
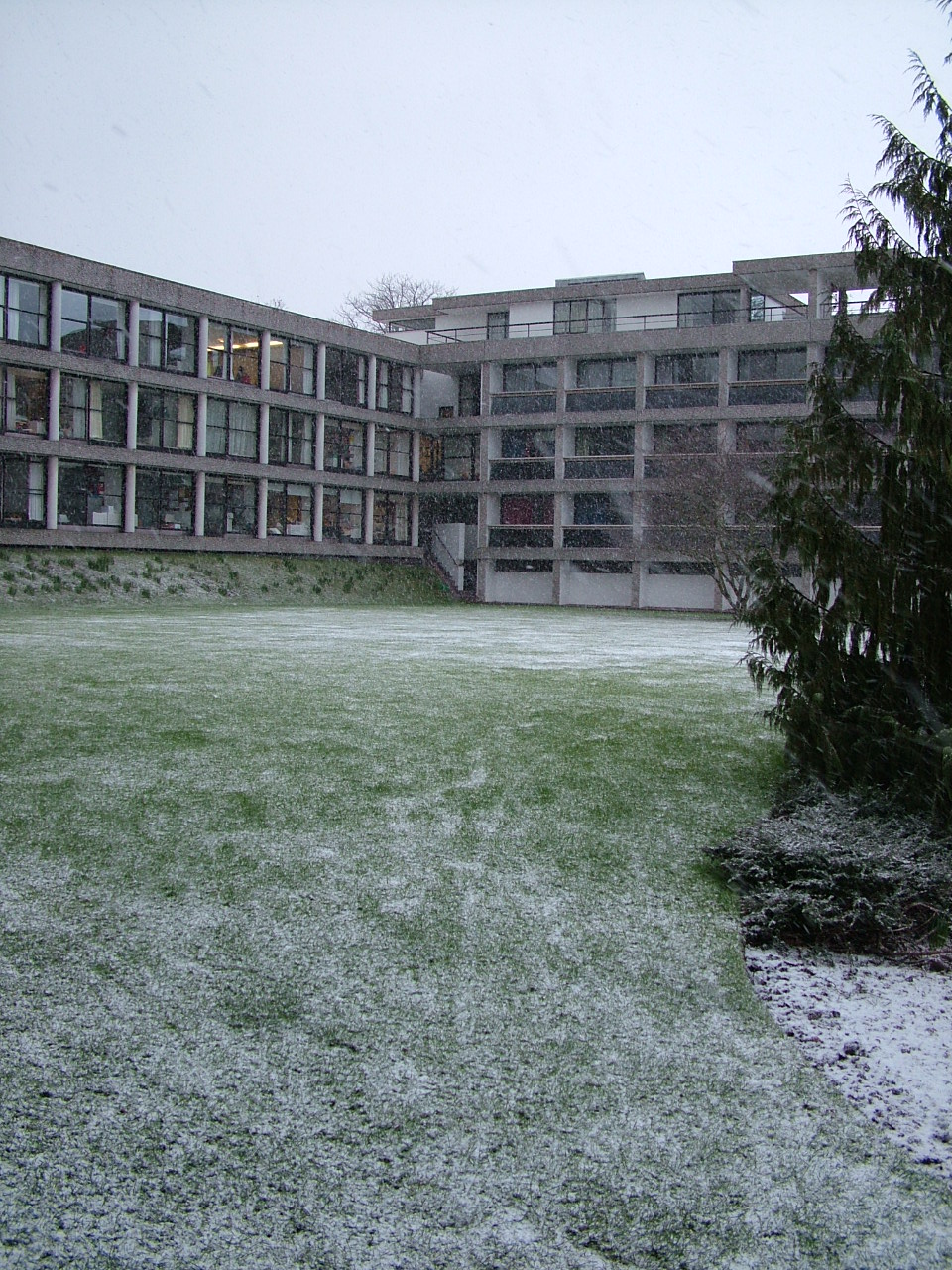
هاربور كواد
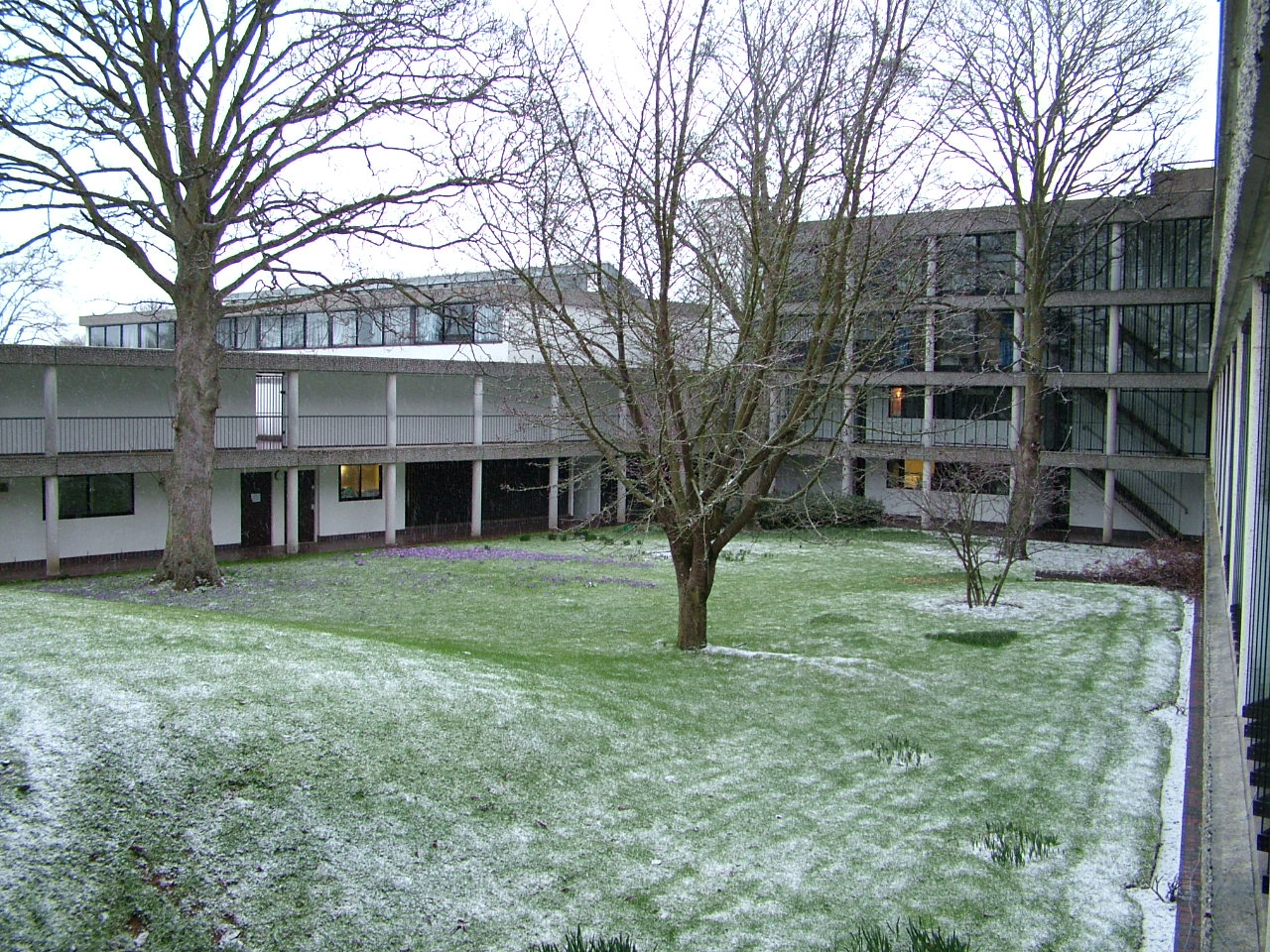
شجرة رباعية
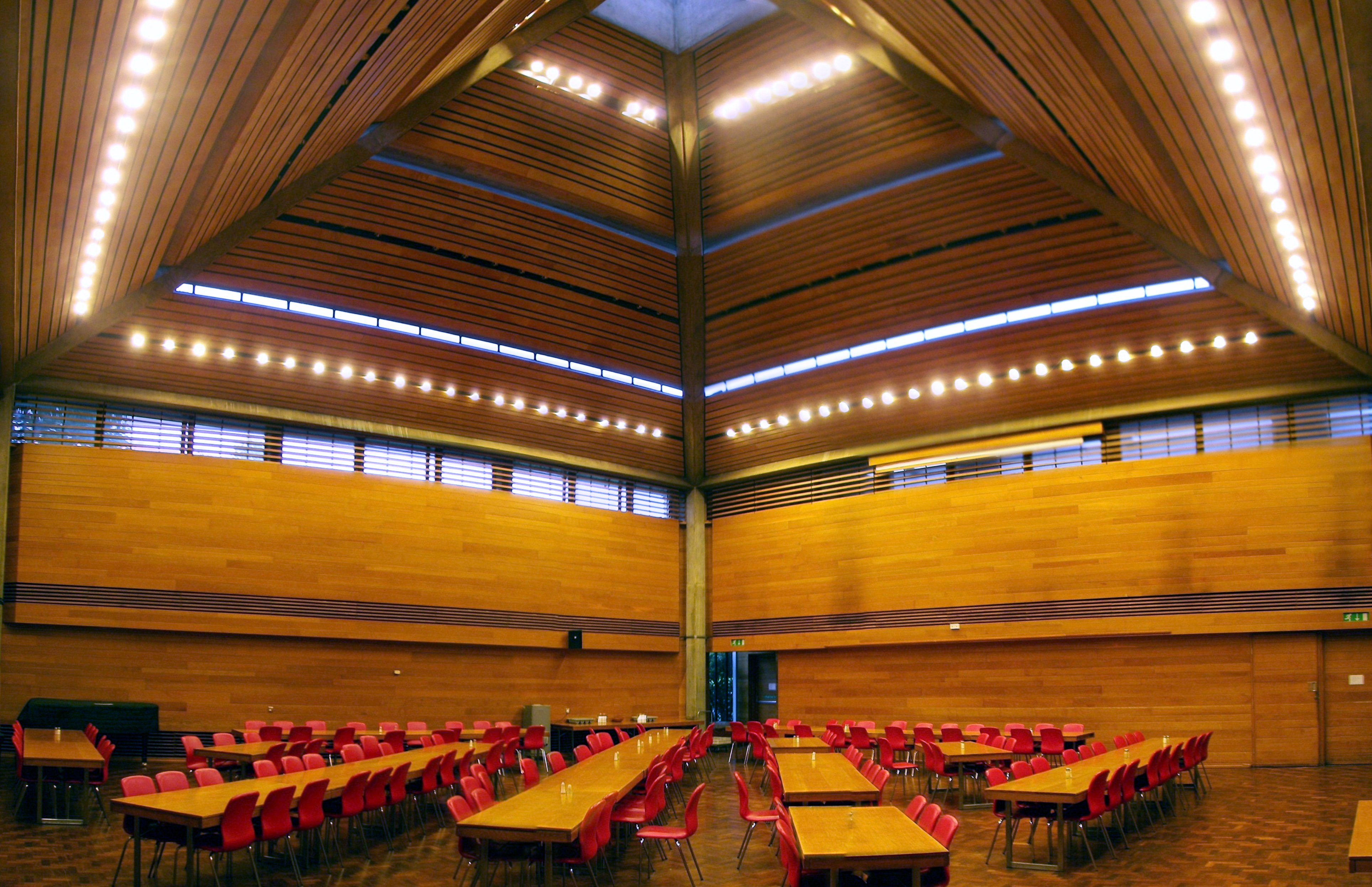
قاعة الطعام
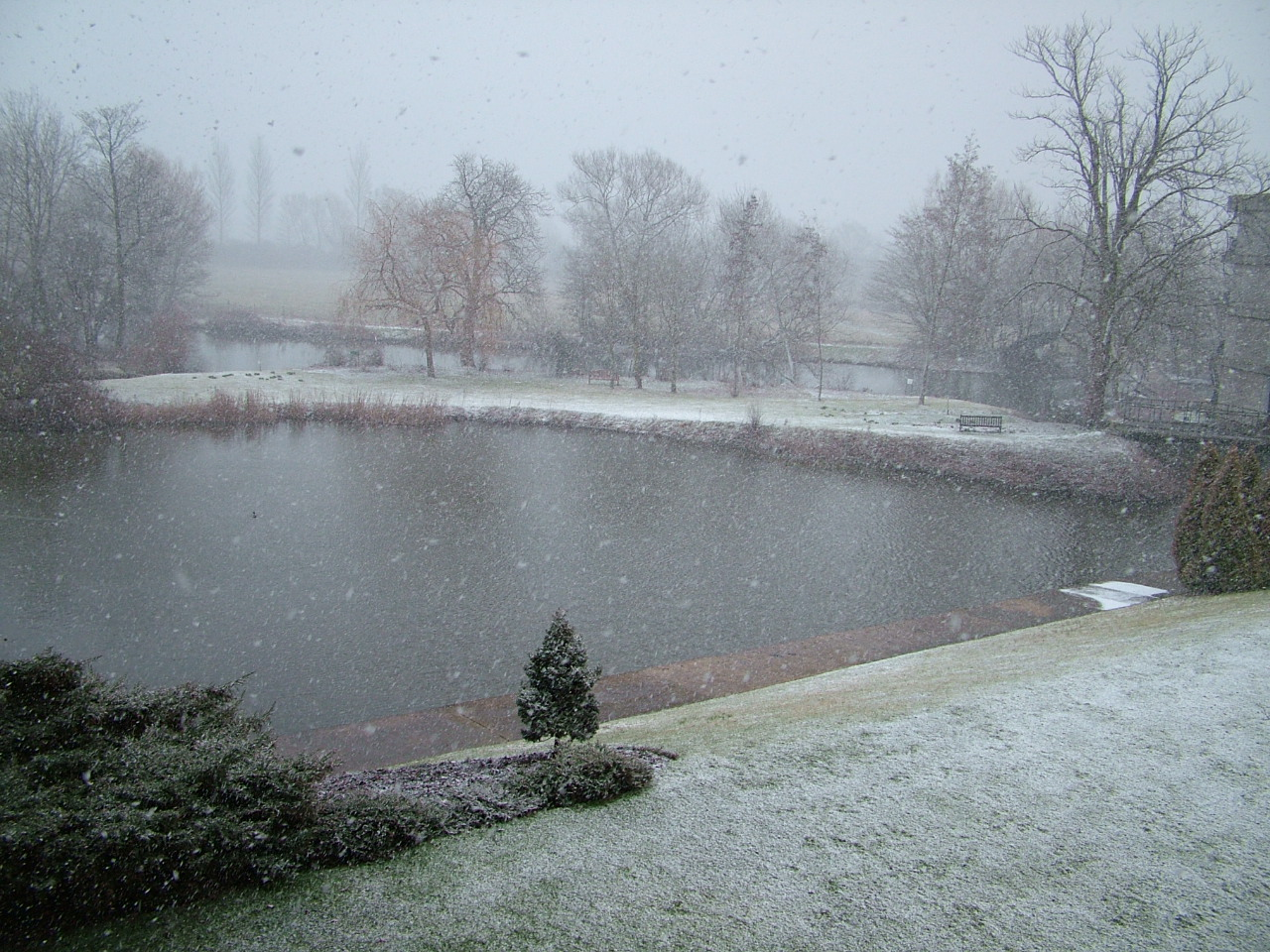
حدائق وولفسون خلال يوم ثلجي
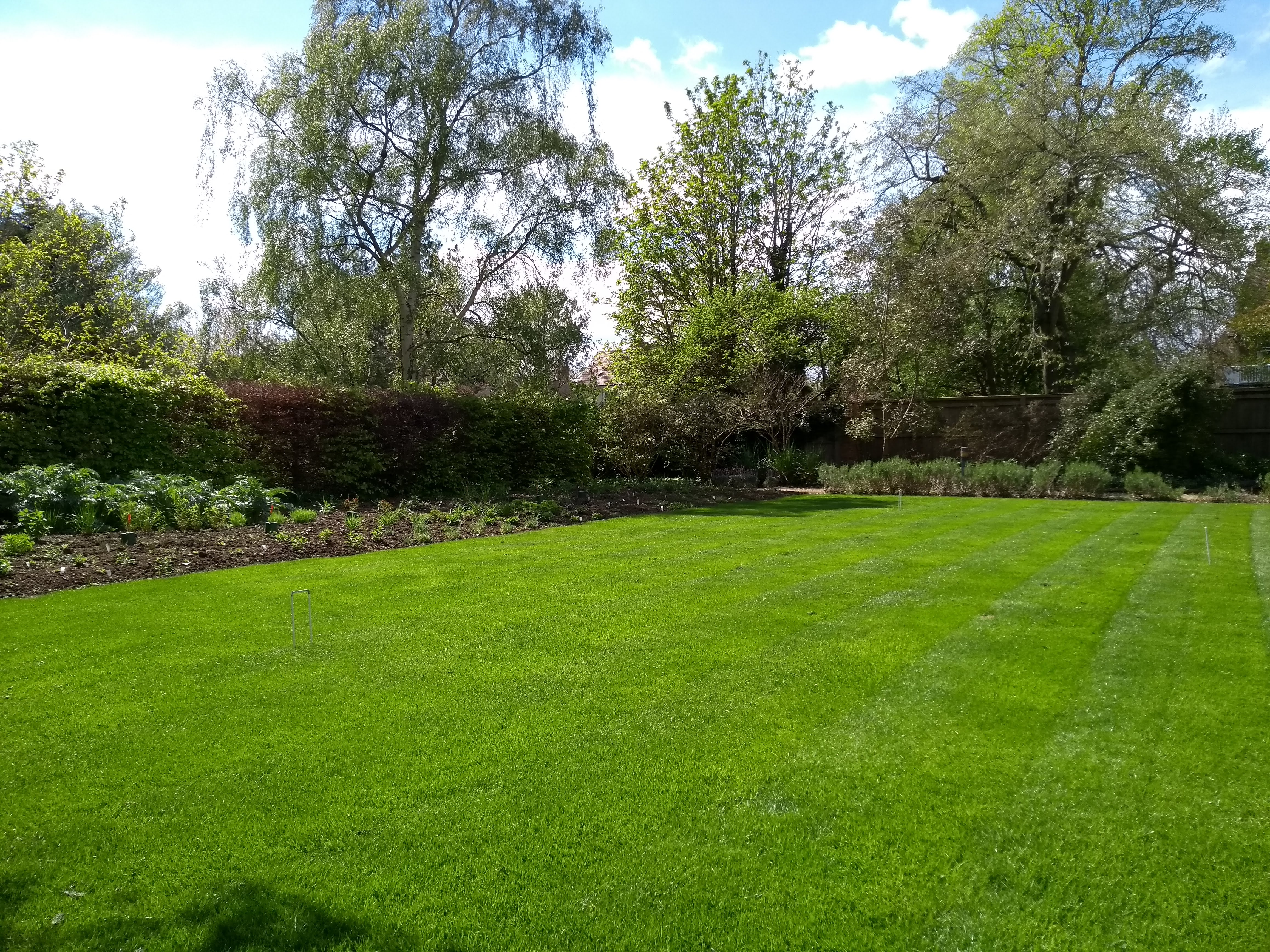
جزء صغير من الحدائق خلال يوم مشمس
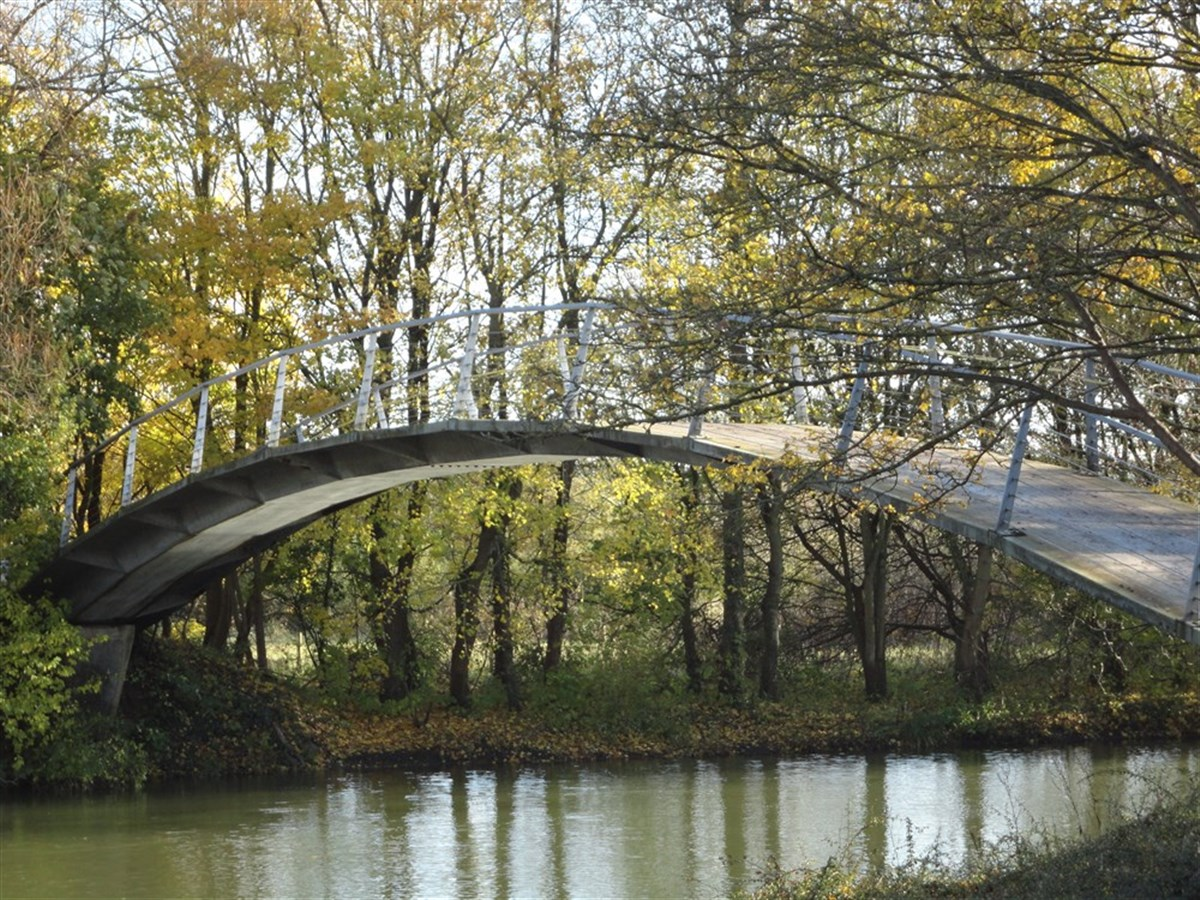
جسر وولفسون
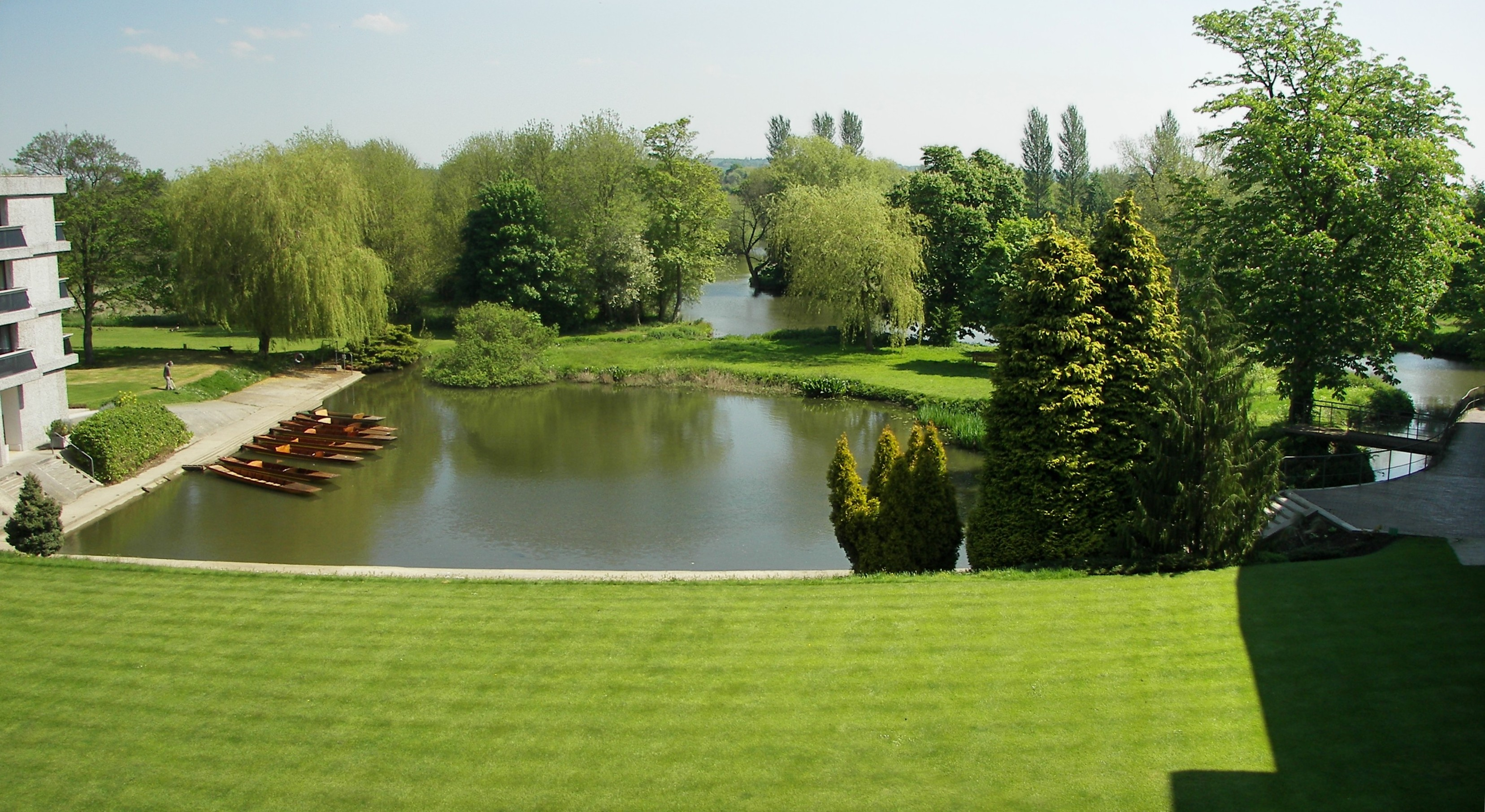
ميناء وولفسون للقوارب الشراعية والجزيرة